# Stoke Dry
Stoke Dry est un village et une paroisse civile d'Angleterre situé dans le sud du Rutland, à environ 5 km au sud-ouest d'Uppingham. En 2007, sa population était de 39 habitants. Au recensement de 2011, sa population, toujours inférieure à 100 personnes, a été intégrée à la paroisse civile de Seaton.
Stoke Dry est le site du lac d'Eyebrook (en), créé par un barrage construit entre 1937 et 1940 sur l'Eye Brook (en), un petit affluent de la Welland (en). En 1943, ce lac a servi pour l'entraînement des Avro Lancaster de RAF Scampton devant participer à l'Opération Chastise contre les barrages de la Ruhr,,.

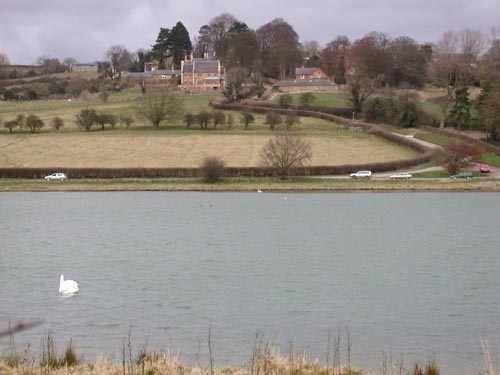
Stoke Dry derrière le.